# قلفی
قُلفی (انگلیسی: Kulfi) قلفی، یک دسر یخی و خامه‌ای است که اصالتاً به شبه قاره هند برمی‌گردد. این دسر در قرن شانزدهم در دربار گورکانیان در دهلی ابداع شد و امروزه در هند و پاکستان بسیار محبوب است و در کشورهای دیگری مثل بنگلادش، میانمار، نپال، سری‌لانکا و منطقه خاورمیانه نیز طرفداران خود را دارد.
در شبه قاره هند، قلفی را می‌توان از دستفروش‌های خیابانی به نام «قلفی‌والا» تهیه کرد. همچنین، این دسر در بسیاری از رستوران‌های هندی نیز سرو می‌شود.

## طرز تهیه
برای تهیه قلفی، شیر شیرین و طعم‌دار را به آرامی می‌جوشانند و مرتب هم می‌زنند تا ته نگیرد. در این فرایند، شیر غلیظ و تغلیظ می‌شود و شکر موجود در آن کاراملی شده و به پروتئین‌های شیر رنگ قهوه‌ای می‌دهد که طعم خاص قلفی را ایجاد می‌کند. سپس مخلوط را در قالب‌هایی (معمولاً گِلی) می‌ریزند و آنها را در ظرفی عایق بندی شده پر از یخ و نمک قرار می‌دهند تا سریعاً منجمد شود. این روش سنتی تهیه قلفی، ماتکا قلفی نامیده می‌شود.
قلفی حدود ۱۰ تا ۱۵ دقیقه قبل از سرو از فریزر خارج می‌شود تا کمی نرم شود. سپس آن را از قالب درآورده و با هل آسیاب شده، زعفران یا پسته تزئین می‌کنند. این دسر خوشمزه را می‌توان با فالوده نیز سرو کرد.

## تاریخچه
کلمه قلفی از واژه فارسی قلفی به معنای «ظرف قفل‌شده» (ظرف سرپوشیده) آمده است. این دسر در قرن شانزدهم میلادی در دوران امپراتوری گورکانی در شهر دهلی پدید آمد. مخلوط شیر غلیظ شده از قبل در شبه قاره هند در دسرهای شیرین محبوب بود. در دوره گورکانیان، این مخلوط با پسته و زعفران طعم‌دار می‌شد، در قالب‌های فلزی مخروطی شکل بسته‌بندی و در یخ دوغابی غوطه‌ور می‌شد که منجر به اختراع قلفی شد. آئین اکبری، کتابی که جزئیات مربوط به دوران حکومت امپراتور مغول اکبر کبیر را شرح می‌دهد، به استفاده از پتاسیم نیترات برای خنک‌سازی و همچنین حمل یخ هیمالیا به مناطق گرمتر اشاره می‌کند.
اگرچه دهلی به عنوان زادگاه قلفی توصیف شده است، اما مورخ غذای استرالیایی، چارمین اوبراین، می‌گوید: «... احتمال دارد که [قلفی] در ابتدا در آب و هوای خنک‌تر ایران یا سمرقند تکامل یافته باشد و مغول‌ها این مفهوم را تصاحب کرده و روی آن کار کردند تا دسر خامه‌ای و معطری را که اکنون هست ایجاد کنند.»

## نگاره‌ها

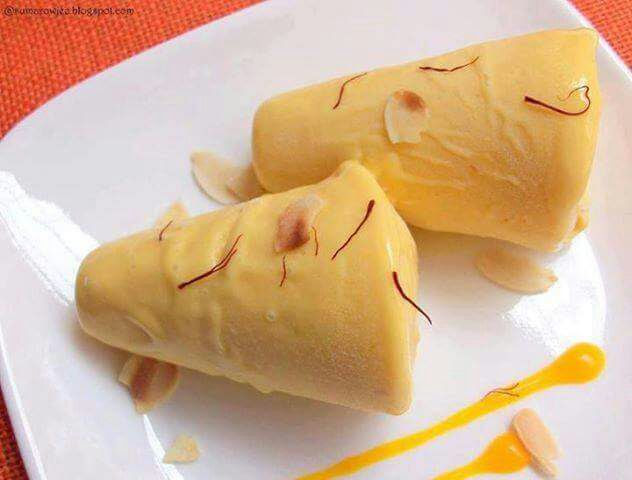
قلفی زعفرانی و انبه‌ای
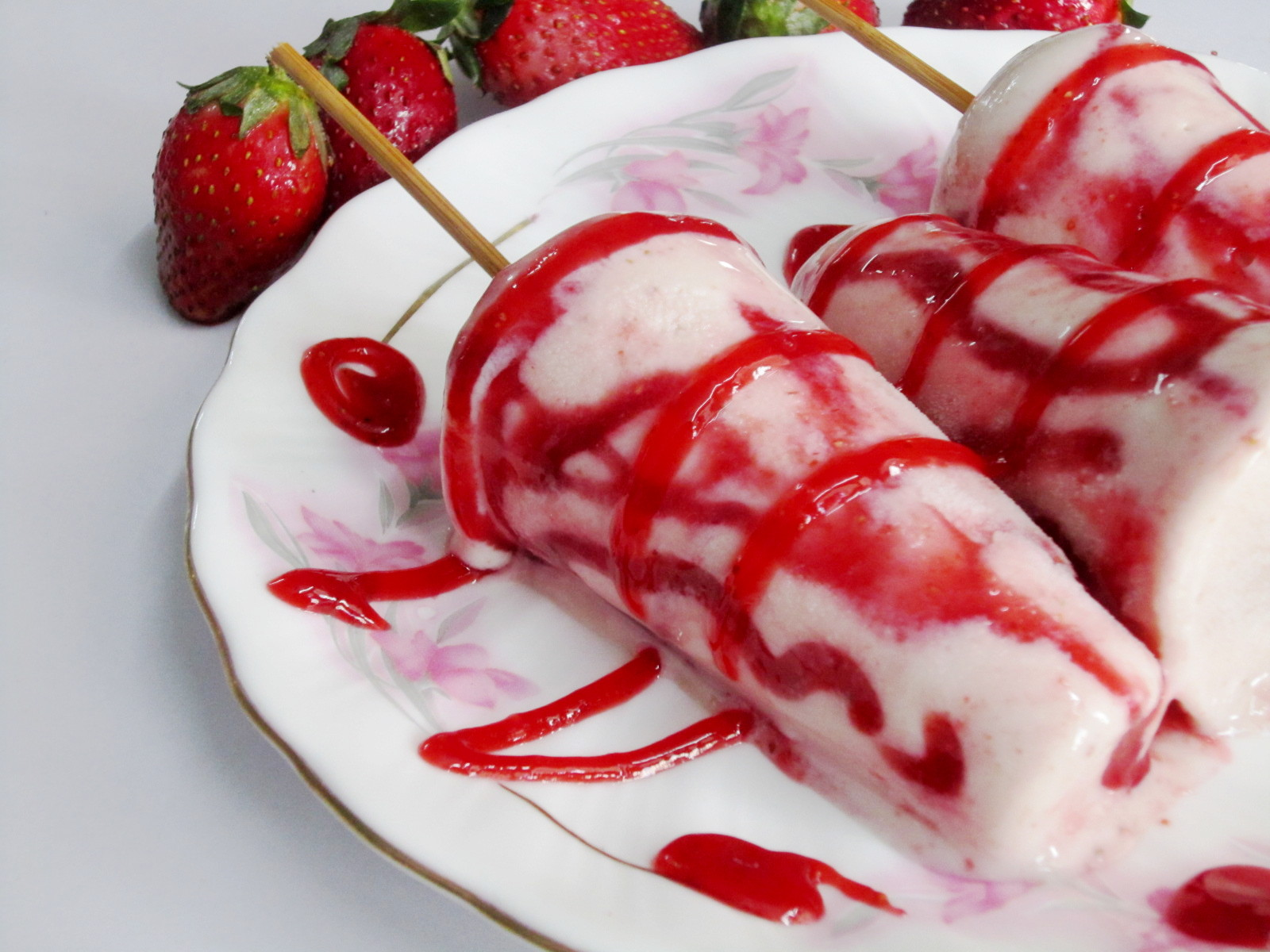
قلفی با شیره توت‌فرنگی
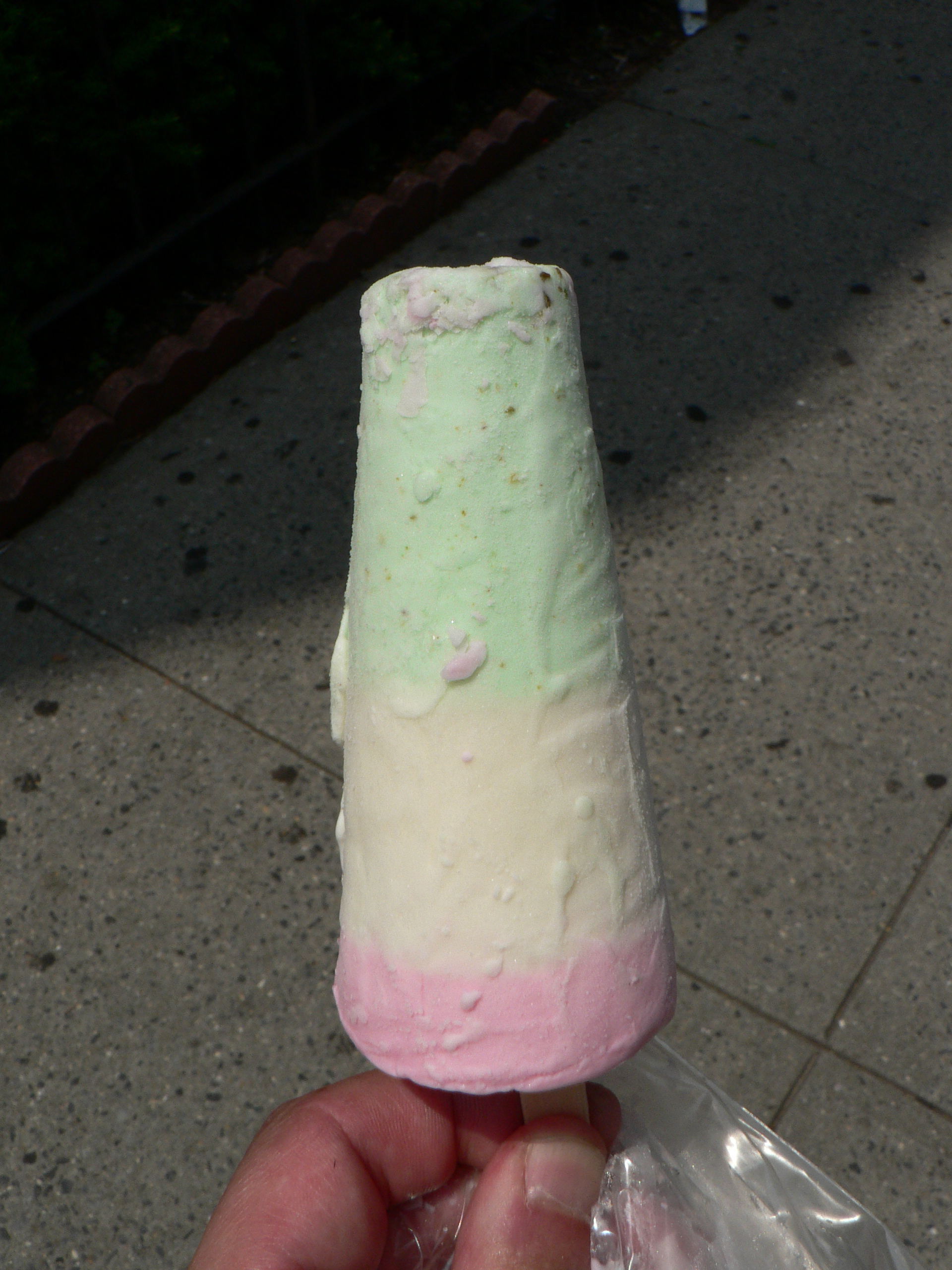
قلفی با طعم پسته، وانیل و گلاب
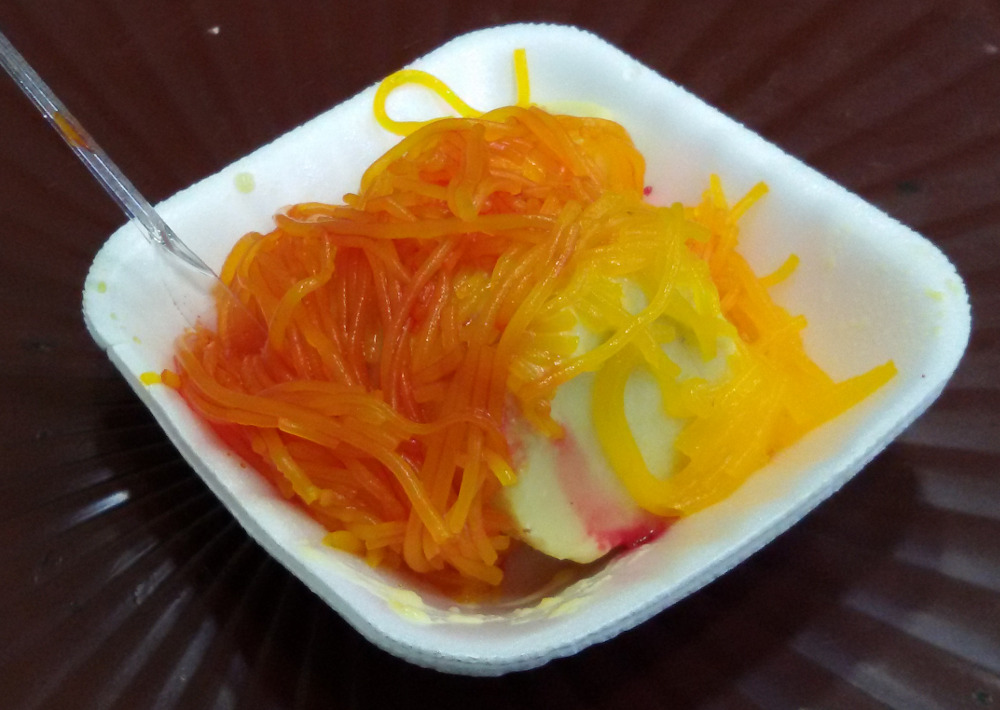
قلفی با فالوده
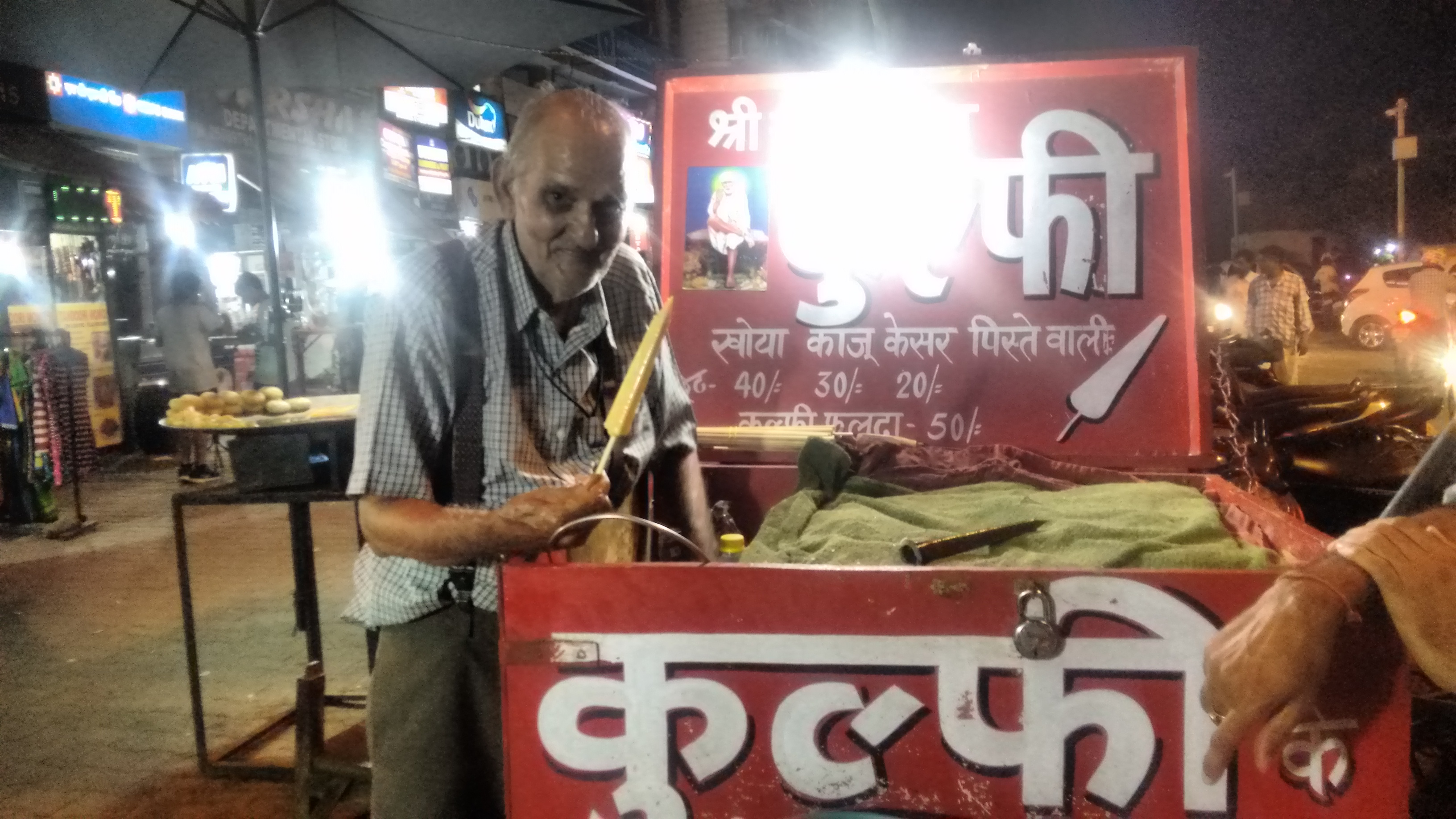
یک قلفی‌فروش (قلفی‌والا) در هند